# 1915-ös Grand Prix-szezon
Az 1915-ös Grand Prix-szezon volt a Formula–1 előtti éra tizedik szezonja. Az első világháború kitörése miatt Európában nem, csak Amerikában rendeztek versenyt.

## Versenyek
| Verseny               | Helyszín      | Időpont       | Győztes versenyző | Győztes konstruktőr | Összefoglaló |
| --------------------- | ------------- | ------------- | ----------------- | ------------------- | ------------ |
| amerikai nagydíj      | San Francisco | Február 27.   | Dario Resta       | Peugeot             | Összefoglaló |
| Vanderbilt-kupa       | San Francisco | Március 6.    | Dario Resta       | Peugeot             | Összefoglaló |
| indianapolisi 500     | Indianapolis  | Május 31.     | Ralph DePalma     | Mercedes            | Összefoglaló |
| Elgin National Trophy | Elgin         | Augusztus 21. | Gil Andersen      | Stutz               | Összefoglaló |